# Chapel-en-le-Frith
Chapel-en-le-Frith è un paese di 8 821 abitanti della contea del Derbyshire, in Inghilterra.